# Nørresundby Købstadskommune
Nørresundby Kommune var en købstadskommune i Ålborg Amt fra 1900–1968.

## Administrativ historik
Kommunen blev oprettet 1. januar 1900, da Nørresundby blev ophøjet fra handelsplads til købstad. Den 1. april 1968 blev kommunen sammenlagt med Sundby-Hvorup Kommune til Nørresundby Kommune, som eksisterende fra 1968-1970.

## Politik

### Borgmestre
| # | Periode   | Navn                | Parti                       |
| - | --------- | ------------------- | --------------------------- |
| 1 | 1921–1929 | A. C. Jacobsen      | Socialdemokratiet           |
|   | 1933–1950 | Thorvald Jensen     | Socialdemokratiet           |
|   | 1950–1954 | Sophus Hyttel       | Det Konservative Folkeparti |
|   | 1954–1968 | Robert Christiansen | Socialdemokratiet           |

### Valgresultater efter år
| 5 | 6 |

| 7 | 4 |

| 5 | 3 | 1 | 2 |

| 5 | 4 | 1 | 1 |

| 9 | 2 |

| 6 | 5 |

| 7 | 4 |

| 8 | 3 |

| 7 | 4 |